# Pont automoteur d'accompagnement
Les origines du pont automoteur d'accompagnement (PAA) remontent aux années 1970. C'est en effet à cette époque que la firme ouest-allemande EWK construisit trois prototypes destinés à satisfaire aux exigences des ingénieurs du génie de l'armée française. Par la suite, l'établissement techniques d'Angers et la direction des constructions et armes navales transformèrent complètement le modèle initial, et deux nouveaux prototypes furent mis au point en 1970. Le PAA, commissionné deux ans plus tard, entra en production en 1973, et les premiers exemplaires parvinrent à l'armée l'année suivante. Il n'est plus fabriqué actuellement. Des tentatives pour le vendre à l'étranger n'ont pas donné de résultats tangibles.

## Description
Le PAA peut être mis en œuvre de deux façons différentes : comme un poseur de pont traditionnel (il met le pont en place et se retire ensuite), ou en restant en position; une fois le pont déployé, il peut alors servir de rampe d'accès.
La caisse, en aluminium, a la forme d'un parallélépipède : le compartiment de l'équipage est à l'avant, le moteur, au centre et les réservoirs de carburant, à l'arrière. La direction est assistée électriquement pour les roues avant, et il y a deux systèmes de freins, pour l'avant et l'arrière. L'équipement standard comporte une protection NBC.
Une fois qu'il a atteint l'obstacle à franchir, le PAA élève ses quatre roues au-dessus du sol, et ne repose plus que sur des sabots placés sous la caisse. Le pont repliable est alors commandé hydrauliquement, et se déploie par-dessus l'avant du véhicule. Sa longueur totale atteint alors 21,72 m, et sa largeur 3,05 m. Elle peut d'ailleurs passer à 3,55 m, grâce à des panneaux latéraux transportés par un camion Berliet GBC 8KT. Ils peuvent, si nécessaire, être emmenés directement, attachés au pont, mais cela aurait pour conséquence d'augmenter la largeur totale de l'engin, aussi ce procédé n'est-il pas d'emploi courant. Lorsque le PAA reste en place afin de servir de rampe d'accès, il permet le franchissement d'obstacles compris entre 17,40 m et 22,40 m, selon la nature des rives.